# Imre Farkas
Pour les articles homonymes, voir Farkas.
Imre Farkas, né le 23 juin 1935 à Budapest et mort le 10 août 2020, est un céiste hongrois. 

## Biographie
Imre Farkas participe aux Jeux olympiques d'été de 1956 et remporte avec József Hunics la médaille de bronze dans l'épreuve du 10 000 mètres en canoë biplace. Aux Jeux olympiques d'été de 1960, c'est avec András Törő qu'il obtient la médaille de bronze dans l'épreuve du 1 000 mètres en canoë biplace.